# Pollenstorer

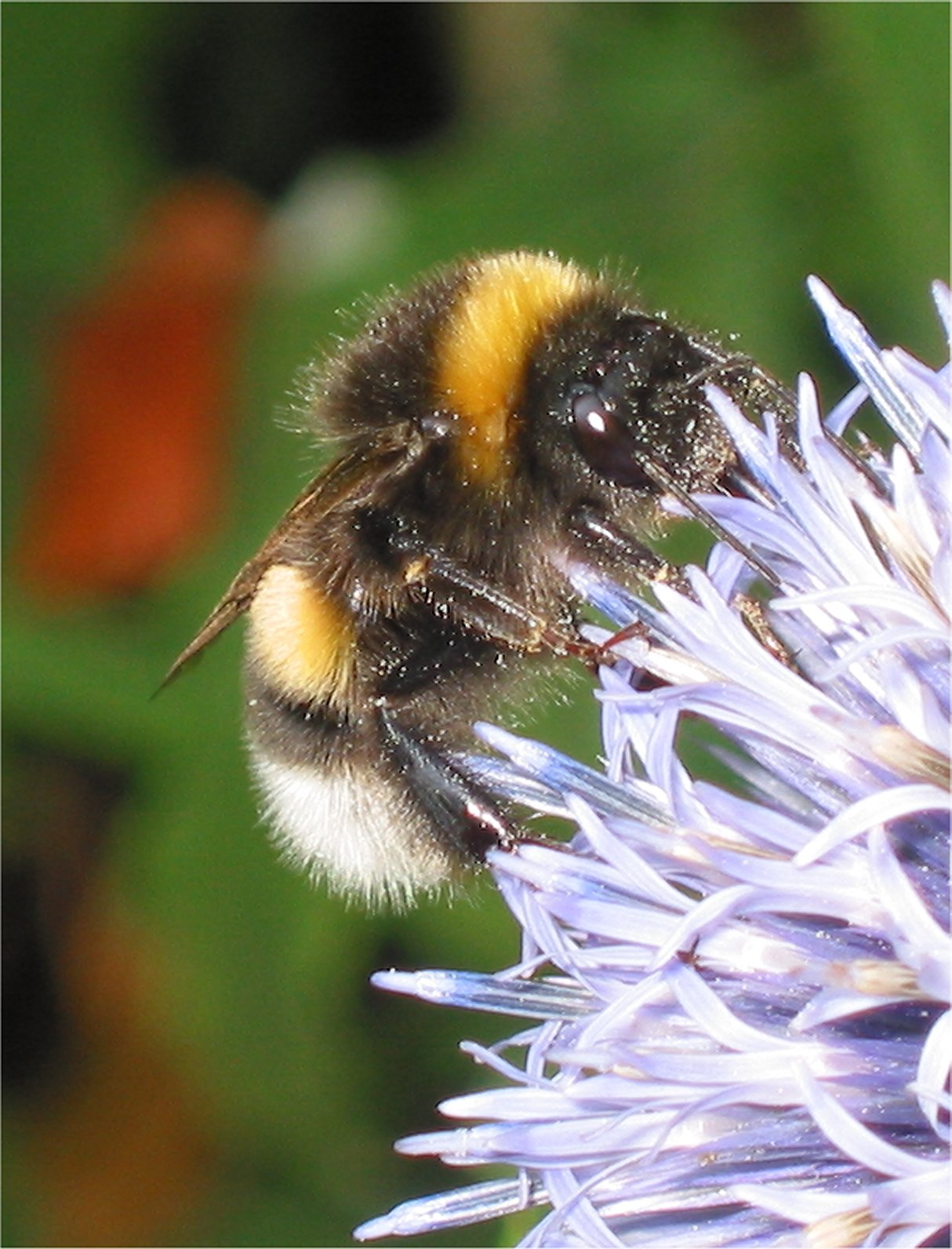
Die Große Erdhummel (Bombus magnus) wird zu den Pollenstorern gezählt.

Als Pollenstorer (englisch für „Blütenstaubaufbewahrer“) werden jene Hummelarten bezeichnet, die neben dem Nektar auch Pollen in nicht mehr benötigten Brutzellen lagern. Nahe an solche Pollentönnchen werden in weiterer Folge mehrere Brutzellen gebaut. Insbesondere bei kurzrüsseligen Hummelarten, wie etwa der Großen Erdhummel (Bombus magnus) oder der Bergwaldhummel (Bombus wurflenii) wird diese Form der Pollenaufbewahrung praktiziert. Langrüsselige Arten, wie beispielsweise die Ackerhummel (Bombus pascuorum), legen zur Aufbewahrung des Pollens um Brutzellen herum eigene Taschen an, weswegen man diese Arten auch als Pocketmaker (englisch „Taschenhersteller“) bezeichnet. 